# Rad53
rad53, aussi appelée YPL153C, est la protéine du mécanisme de surveillance (checkpoint) de la réplication chez la levure bourgeonnante, Saccharomyces cerevisiae. Elle ne joue aucun rôle lorsque la réplication est normale. Rad53 prévient seulement la cellule que la fourche de réplication a rencontré un problème. Elle coordonne alors les mécanismes de réparation et ralentit la phase S pour permettre à la cellule de finir sa réplication avant l'entrée en mitose. Ce mécanisme de surveillance permet donc à la cellule de répliquer intégralement son génome avant de le redistribuer aux deux cellules-filles. La cellule assure ainsi le maintien de l'intégrité de son génome.
Elle est identifiée en 1991. Il s'agit d'une kinase de 821 résidus.